# Monopeltis zambezensis
Monopeltis zambezensis là một loài bò sát trong họ Amphisbaenidae. Loài này được Gans & Broadley mô tả khoa học đầu tiên năm 1974.